# Serixia proxima
Serixia proxima là một loài bọ cánh cứng trong họ Cerambycidae.